# Баранчинский
Баранчи́нский — посёлок в Свердловской области России, административно подчинённый городу Кушве. Входит в Кушвинский муниципальный округ. С 1928 по 2004 год имел статус рабочего посёлка (посёлка городского типа).

## Географическое положение
Посёлок Баранчинский расположен в  15 километрах (в 16 километрах по автодорогам) к югу от города Кушвы и в 30 километрах к северо-западу от города Нижнего Тагила. С физико-географической точки зрения, посёлок находится на восточном склоне Среднего Урала, на обоих берегах реки Баранчи (левого притока реки Тагил), при впадении в неё реки Ак-Тай. В границах посёлка река Баранча запружена — на ней расположен Баранчинский пруд, часть которого образуется также в устье Ак-Тая. Вблизи посёлка находится гора Синяя, на вершине которой расположена ретрансляционная телевышка. К западу от Баранчинского находится небольшой посёлок Верхняя Баранча.

## История

### Нижне-Баранчинский Завод
Посёлок основан в 1743 году при казённом металлургическом (чугуноплавильном) заводе, на территории Верхотурского уезда Пермской губернии, входил в состав округа Гороблагодатских заводов. Завод пущен в 1747 году и долгие годы являлся поставщиком снарядов для русской армии.
Первое название — Нижне-Баранчинский завод. Железная руда (магнитный железняк) доставлялась с горы Благодати, а ранее — с Балакинского рудника (бурый железняк). Был создан пруд, для работы использовались водяные и паровые двигатели. На заводе было две доменных печи, пять вагранок. Работали церковно-приходская школа и земское училище, госпиталь.
30 Октября 1765 года в Нижне-Баранчинском заводе заложен был первый храм, деревянный, однопрестольный, во имя Покрова Божией Матери. Храм был освящён 9 марта 1768 года.
В 1824 году в окрестностях посёлка на реке Орулихе, левом притоке реки Баранчи, был основан Царёво-Александровский прииск — первый платиновый прииск России.
В 1916 году сюда эвакуирован электромеханический завод «Вольта», ставший основой для создания Баранчинского электромеханического завода.
В 1921 году на заводе первое на Урале организовано промышленное производство электрических машин.
В 1928 году населённый пункт получил статус посёлка городского типа.
18 июня 1940 года указом Президиума Верховного Совета СССР Баранчинскому электромеханическому заводу присвоено почётное звание Государственного союзного имени М. И. Калинина.
С 1941 года предприятие становится головным разработчиком электрических машин мощностью до 400 кВт общепромышленного и специального назначения.
21 января 1944 года коллектив завода награждён орденом Ленина, а в 1946 заводу вручено переходящее Красное знамя Государственного Комитета Обороны на вечное хранение.
В 1957 году за заслуги в освоении производства новой электротехнической продукции для нужд обороны страны завод награждён орденом Трудового Красного Знамени.
В 2004 году отнесён к категории населённых пунктов сельского типа — посёлок.

## Церковь Покрова Пресвятой Богородицы
20 июня 1832 году была заложена каменная, трёхпрестольная церковь. Главный храм был освящён в честь Покрова Пресвятой Богородицы 18 февраля 1840 года, а правый придел был освящён во имя священномученика Власия Севастийского 7 января 1860 года, левый придел был освящён во имя апостолов Петра и Павла 2 октября 1860 года. Церковь была закрыта в 1930 году, а в советское время была снесена. Из кирпичей разобранной церкви была построена средняя школа № 21.
В 1997 году был открыт Покровский молитвенный дом, деревянный однопрестольный. В декабре 2004 году был заложен храм в честь святых апостолов Петра и Павла.
Рядом с приходом Пресвятой Богородицы в июле 2021 года был открыт и освящён воссозданный по фотографии прошлого века бюст Александра Второго.
На этом месте бюст императора был установлен в 1889 году, но после Октябрьской революции отправлен в переплавку.

## Инфраструктура
Баранчинский имеет следующую инфраструктуру: больница, поликлиника (детское и взрослое отделения), аптека, пожарная часть, отделение полиции, почта и отделение «Сбербанка».

### Культура
В посёлке функционируют:
- Центр культуры и досуга (ранее Клуб им. Ленина)
- детский досуговый центр «Радуга» (с 2015 года — филиал Центра внешкольной работы «Факел»);
- школьный и краеведческий музей «Синегорье»;
- Библиотека;
- Центр внешкольной работы «Факел».

### Образование
В посёлке Баранчинском работает школа № 20, с 2 корпусами для малого и старшего звена и несколько детских садов, а также школа искусств и Баранчинский электротехнический техникум.

### Спорт
В Баранчинском имеются небольшой стадион и тренажёрный зал. 26 февраля 2018 года после реконструкции открыт многофункциональный спортивный комплекс с бассейном «Синегорец».
«Синегорец» Архивная копия от 1 мая 2019 на Wayback Machine — городская команда по хоккею с мячом.

### Транспорт
Посёлок связан автомобильными дорогами с городами Кушвой и Нижним Тагилом. Дорога до Нижнего Тагила в ужасном состоянии и требует ремонта. Из Кушвы до Баранчинского можно добраться на автобусе Архивная копия от 3 декабря 2016 на Wayback Machine. Железнодорожная станция Баранчинская находится на ветке Нижний Тагил — Гороблагодатская. Помимо станции, есть ещё два идущих друг за другом остановочных пункта: 327 км и Воскресенская Горка (ранее 328 км). В основном они обслуживают садоводческие товарищества, расположенные на окраине посёлка.
Общественный транспорт внутри посёлка представлен одним автобусом.

### Промышленность
Основное предприятие — ООО «Баранчинский электромеханический завод имени М. И. Калинина», выпускает электрические генераторы и дизельные электростанции.
Работают также лесничество, леспромхоз.

## Население
| 1959   | 1970    | 1979    | 1989    | 2002    | 2010  | 2021  |
| ------ | ------- | ------- | ------- | ------- | ----- | ----- |
| 13 492 | ↗13 738 | ↘13 086 | ↗13 315 | ↘11 153 | ↘9461 | ↘8701 |